# Mount Streich
Mount Streich ist ein 2250 m hoher Berg im ostantarktischen Viktorialand. Er ragt oberhalb der Skelton-Eisfälle auf halbem Weg zwischen dem Angino Buttress und dem Portal Mountain auf.
Das Advisory Committee on Antarctic Names benannte ihn im Jahr 2000. Namensgeber ist Leutnant Paul R. Streich, einer der ersten Piloten der Flugstaffel VX-6 der United States Navy bei der Operation Deep Freeze I (1955–1956) und II (1956–1957), der dabei eine DHC-3 Otter von der Station Little America V zur Errichtung der Byrd-Station geflogen hatte.